# Mike Mollo
Mike Mollo (ur. 11 lutego 1980 w Oak Lawn) – amerykański bokser.

## Życiorys
25 czerwca 2000 zadebiutował na zawodowym ringu, pokonując Terrence'a Coffina przez KO w 1. rundzie.
6 maja 2006, po piętnastu wygranych pojedynkach z rzędu, poniósł swoją pierwszą porażkę z DaVaryllem Williamsonem. Mollo przegrał przez TKO w 4. rundzie.
7 października 2006 w pojedynku o wakujący tytuł mistrza Ameryki Łacińskiej – WBA Fedelatin pokonał Kevina McBride'a w 2. rundzie przez TKO.
13 października 2007 wygrał w 2. rundzie przez TKO z Arturem Binkowskim.
19 stycznia 2008 przegrał na punkty po 12-rundowym pojedynku jednogłośną decyzją sędziów z Andrzejem Gołotą, tracąc tytuł mistrza Ameryki Łacińskiej – WBA Fedelatin na rzecz Polaka. Była to druga porażka Mollo na zawodowym ringu.
7 listopada 2008 przegrał drugą walkę z rzędu, przez jednogłośną decyzję sędziów z Jameelem McCline'em. Pojedynek był eliminatorem WBC.
26 marca 2010 Mollo powrócił na ring po blisko półtorarocznej przerwie. Po ośmiu rundach pokonał jednogłośnie na punkty Billy'ego Zumbruna.
6 sierpnia 2010 Mike Mollo zmierzył się z byłym rywalem Tomasza Adamka, Garym Gomezem. Mimo iż faworytem był dawny przeciwnik Gołoty, walka po 8 rundach zakończyła się remisem.
23 czerwca 2012 Mollo miał stoczyć pojedynek z Chrisem Arreolą. Tydzień przed planowaną konfrontacją Arreola wycofał się z walki.
1 lutego 2013 Mike Mollo przegrał w 6. rundzie przez nokaut z Arturem Szpilką.
16 sierpnia 2013 Mollo stoczył rewanżowy pojedynek z Arturem Szpilką. W 3. rundzie po ciosie kontrującym Polak był liczony. W 5. rundzie po lewym sierpowym Szpilki, Mike Mollo zaliczył nokdaun, po którym sędzia przerwał walkę, orzekając zwycięstwo przez techniczny nokaut Artura Szpilki.
20 lutego 2016 Mike Mollo powrócił do boksu. W Legionowie zmierzył się z polskim bokserem wagi ciężkiej - Krzysztofem Zimnochem. Amerykanin pokonał Polaka w 1. rundzie przez nokaut, stając się międzynarodowym mistrzem Polski wagi ciężkiej w boksie zawodowym. W rewanżowym pojedynku z Zimnochem, który odbył się 25 lutego 2017 roku, przegrał przez RTD w 6 rundzie. Była to jego ostatnia zawodowa walka.